# شهرستان دووال (تگزاس)
شهرستان دووْال، تگزاس (به انگلیسی: Duval County, Texas) یک سکونتگاه مسکونی در ایالات متحده آمریکا است که در تگزاس واقع شده‌است.

## خصوصیات
شهرستان دووال ۴٬۶۵۱٫۶۴ کیلومترمربع مساحت دارد.